# Teorema de Kennelly
El teorema de Kennelly (o transformació estrella-triangle, de vegades escrit Y-Δ), anomenat així en homenatge a Arthur Edwin Kennelly, permet simplificar un circuit elèctric ja estiga en forma d'estrella o de triangle.
(No confondre la transformació estrella-triangle amb un transformador estrella-triangle que és un dispositiu que transforma corrent trifàsic sense neutre en corrent trifàsic amb neutre. Normalment s'utilitzen tres transformadors independents per a tal efecte).

## Transformació d'estrella a triangle

### Coneixent lesadmitancies
Producte de les admitàncies adjacents dividit per la suma total de les admitàncies.
{\displaystyle R_{AB}={\frac {Y_{AT}.Y_{BT}}{Y_{AT}+Y_{BT}+Y_{CT}}}}

{\displaystyle R_{BC}={\frac {Y_{BT}.Y_{CT}}{Y_{AT}+Y_{BT}+Y_{CT}}}}

{\displaystyle R_{CA}={\frac {Y_{CT}.Y_{AT}}{Y_{AT}+Y_{BT}+Y_{CT}}}}

### Coneixent lesimpedancies
Suma dels productes de les resistències dividit per la resistència oposta.
{\displaystyle Z_{AB}={\frac {Z_{AT}.Z_{BT}+Z_{BT}.R_{CT}+Z_{CT}.Z_{AT}}{Z_{CT}}}}

{\displaystyle Z_{BC}={\frac {Z_{AT}.Z_{BT}+Z_{BT}.R_{CT}+Z_{CT}.Z_{AT}}{Z_{AT}}}}

{\displaystyle Z_{CA}={\frac {Z_{AT}.Z_{BT}+Z_{BT}.R_{CT}+Z_{CT}.Z_{AT}}{Z_{BT}}}}

## Transformació de triangle a estrella

### Coneixent lesadmitancies
Suma dels productes de les admitancies dividit per l'admitància oposta.
{\displaystyle Y_{AT}={\frac {Y_{AB}.Y_{BC}+Y_{CA}.Y_{AB}+Y_{BC}.Y_{CA}}{Y_{BC}}}}

{\displaystyle Y_{BT}={\frac {Y_{AB}.Y_{BC}+Y_{CA}.Y_{AB}+Y_{BC}.Y_{CA}}{Y_{CA}}}}

{\displaystyle Y_{CT}={\frac {Y_{AB}.Y_{BC}+Y_{CA}.Y_{AB}+Y_{BC}.Y_{CA}}{Y_{AB}}}}

### Coneixent lesimpedancies
Producte de les impedàncies adjacents dividit per la suma total d'impedàncies.
{\displaystyle Z_{AT}={\frac {Z_{AB}.Z_{AC}}{Z_{AB}+Z_{BC}+Z_{CA}}}}

{\displaystyle Z_{BT}={\frac {Z_{BA}.Z_{BC}}{Z_{AB}+Z_{BC}+Z_{CA}}}}

{\displaystyle Z_{CT}={\frac {Z_{CA}.Z_{CB}}{Z_{AB}+Z_{BC}+Z_{CA}}}}